# Tortula caucasica
Tortula caucasica là một loài rêu thuộc họ Pottiaceae. Loài này được Lindb. mô tả khoa học năm 1892.